# World Cup of Hockey
De World Cup of Hockey of wereldbeker ijshockey is een ijshockeytoernooi opgezet als opvolger van de Canada Cup en wordt georganiseerd door de National Hockey League. De periode waarin het toernooi wordt gespeeld is voorafgaand aan de NHL competitie. Toernooien zijn in 1996, 2004 en 2016 gespeeld en worden naar planning vanaf 2016 elke vier jaar gespeeld.

## Deelnemende teams
Het is een invitatietoernooi waarvoor landen zich niet kunnen plaatsen. Bij alle drie de edities bestond het veld uit acht teams. De nationale teams van de zes grootste ijshockeylanden (Canada, Finland, Rusland, Tsjechië, Verenigde Staten, Zweden) deden elke keer mee. In 1996 en 2004 kwamen daar Duitsland en Slowakije bij; in 2016 een Europees team (bestaande uit spelers die niet uit een van de vier deelnemende Europese landenteams kwamen) en een Noord-Amerikaanse beloftenteam (onder de 23).

## Resultaten
| Jaar | Goud             | Zilver  | Halvefinalisten            | Locatie                                     |
| 1996 | Verenigde Staten | Canada  | Rusland, Zweden            | Diverse locaties in Europa en Noord-Amerika |
| 2004 | Canada           | Finland | Tsjechië, Verenigde Staten | Diverse locaties in Europa en Noord-Amerika |
| 2016 | Canada           | Europa  | Rusland, Zweden            | Air Canada Centre, Toronto, Canada          |